# ヴィアチェスラフ・マラフェエフ
ヴィアチェスラフ・アレクサンドロヴィチ・マラフェエフ（ロシア語: Вячеслав Александрович Малафеев, ラテン文字転写: Vyacheslav Aleksandrovich Malafeev, 1979年3月4日 - ）は、ロシア・サンクトペテルブルク出身の元同国代表サッカー選手。現役時代のポジションはゴールキーパー。

## 来歴

### クラブ
9歳の時、スメナ＝ゼニト・サッカースクールでサッカーを始める。1997年、FCゼニト・サンクトペテルブルクのリザーブチームに加入。1999年、当時正ゴールキーパーだったロマン・ベレゾフスキーの出場停止でチャンスをつかむと、2001年から正守護神になる。
その後はカミル・チョントファルスキーと併用された時期もあったが、正守護神として、2012-13シーズンまでゼニトのゴールを守り続けた。2013-14シーズンはユーリー・ロディーギンに定位置を譲るようになっている。
2015-16シーズン最終節のFCロコモティフ・モスクワ戦後、現役を引退することを表明した。

### 代表

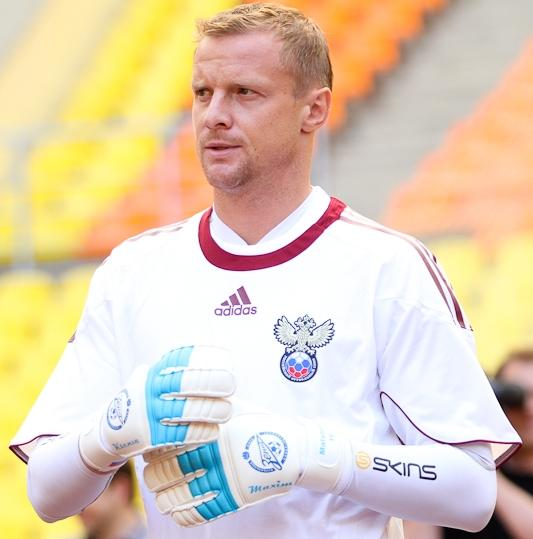
代表でのマラフェエフ

2003年11月19日、UEFA EURO 2004のプレーオフ 2ndレグ、ウェールズ戦で代表デビュー。この重要な試合を無失点で乗り切り、本大会出場に貢献した。2004年3月には手首を2か所を折る重傷を負ったが、無事に間に合い、本大会では、セルゲイ・オフチニコフの控えを務めた。オフチニコフが、グループリーグ第2節のポルトガル戦で退場し、後半2分からプレー。第3節のギリシャ戦ではスタメンとしてプレーした。
その後は、定位置を確保した時期もあったが、2004年10月13日に行われた2006 FIFAワールドカップ・ヨーロッパ予選・ポルトガル戦 (1-7)で、7失点を喫したキーパーはこのマラフェエフであった。2005年頃からイゴール・アキンフェエフにポジションを奪われ、控えに甘んじるようになった。UEFA EURO 2008でもエントリーメンバーに入ったが、出場はなかった。2009年、元ゼニト監督ディック・アドフォカートの就任、アキンフェエフの怪我を機にチャンスが巡り、正GKの座を奪い返した。
2012年8月、家族との時間を優先するため、代表引退を表明した。

## 人物
- 兄はヴィアチェスラフと同じゼニトにも在籍したこともあるDFセルゲイ・マラフェエフ（Sergei MALAFEEV、1975年3月19日 - ）。
- 既婚者であり、2人の子供がいる。妻は2011年3月17日早朝、交通事故により37歳で死去した。
- 2009年までポジション争いをしていたカミル・チョントファルスキーと公私ともに仲がよく家族ぐるみの付き合いをしている。
- 英語は、ほぼ問題なく会話ができる。
- 背番号は16番を好んでいる（しかし、UEFA EURO 2004では背番号は12番）。
- 2011年12月、ESPNSTAR.comが発表した『2011年度世界のゴールキーパートップ5』の一人に選ばれた[2]。

## 獲得タイトル
- FCゼニト・サンクトペテルブルク
  - ロシア・カップ：2回 (1999, 2010)
  - ロシア・プレミアリーグカップ：1回 (2003)
  - ロシアサッカー・プレミアリーグ: 4回 (2007, 2010, 2011-12, 2014-15)
  - ロシア・スーパーカップ：2回 (2008, 2011)
  - UEFAカップ：1回 (2008)
  - UEFAスーパーカップ：1回 (2008)

## 個人成績
| クラブ | ディヴィジョン | シーズン | リーグ | リーグ | カップ | カップ | 欧州カップ戦 | 欧州カップ戦 | その他 | その他 | Total | Total |
| クラブ | ディヴィジョン | シーズン | 試合   | 失点   | 試合   | 失点   | 試合         | 失点         | 試合   | 失点   | 試合  | 失点  |
| ------ | -------------- | -------- | ------ | ------ | ------ | ------ | ------------ | ------------ | ------ | ------ | ----- | ----- |
| ゼニト | プレミア       | 1999     | 8      | -10    | 0      | 0      | —            | —            | —      | —      | 8     | -10   |
| ゼニト | プレミア       | 2000     | 12     | -8     | 0      | 0      | 5            | -3           | —      | —      | 17    | -11   |
| ゼニト | プレミア       | 2001     | 28     | -29    | 2      | -2     | —            | —            | —      | —      | 30    | -31   |
| ゼニト | プレミア       | 2002     | 29     | -40    | 5      | -6     | 3            | -4           | —      | —      | 37    | -50   |
| ゼニト | プレミア       | 2003     | 27     | -23    | 2      | -2     | —            | —            | 3      | -1     | 32    | -26   |
| ゼニト | プレミア       | 2004     | 19     | -18    | 0      | 0      | 7            | -8           | —      | —      | 26    | -26   |
| ゼニト | プレミア       | 2005     | 11     | -13    | 6      | -3     | —            | —            | —      | —      | 17    | -16   |
| ゼニト | プレミア       | 2006     | 26     | -21    | 5      | -2     | 5            | -7           | —      | —      | 36    | -30   |
| ゼニト | プレミア       | 2007     | 19     | -20    | 5      | -7     | 2            | -1           | —      | —      | 26    | -28   |
| ゼニト | プレミア       | 2008     | 30     | -37    | 1      | -1     | 15           | -15          | 1      | -1     | 47    | -54   |
| ゼニト | プレミア       | 2009     | 28     | -24    | 1      | -1     | 1            | -4           | —      | —      | 30    | -29   |
| ゼニト | プレミア       | 2010     | 15     | -6     | 2      | 0      | 4            | -2           | —      | —      | 21    | -8    |
| ゼニト | Total          | Total    | 252    | -249   | 29     | -24    | 42           | -44          | 4      | -2     | 327   | -319  |